# 森田草楽堂
株式会社森田草楽堂（もりたそうらくどう）は奈良県橿原市に本社を置き、医薬品を中心に卸及び小売を行っている企業である。社名の草楽堂の由来は【草「漢方」を楽しみ、身体を楽にする】⇒“薬”⇒を業とする会社ということからである。

## 会社概要
- 本社所在地：奈良県橿原市八木町1丁目6-1
- 営業所所在地：奈良県橿原市八木町1丁目7-15
- 創業：1877年
- 設立：1949年6月
- 資本金：2300万円
- 代表者：取締役社長　森田修平

## 沿革
- 1877年 - 森田源八が県内産の和漢生薬の売買業を始む。
- 1921年 - 2代目森田福賢が家庭薬原料販売と医薬品製造を始める。
- 1949年6月 - 医薬品総合卸問屋として発足。
- 1961年 - 社屋を橿原市北八木町に移転。
- 1970年 - 医薬部門、薬粧部門を取り扱う奈良薬品を設立。
- 1989年 - 現在地に新築移転。

## 主な取引メーカー
- エーザイ、大塚製薬、武田薬品工業、田辺製薬、和光純薬工業、全薬工業 など

## 事業内容
- 医薬品の卸売並びに一般への販売（森田草楽堂薬局を併設）
- 麻薬卸売販売
- 覚せい剤原料の取扱い
- 毒劇物の一般販売
- 農薬販売
- アルコール販売事業
- 生物学的製剤取扱
- 動物用医薬品の一般販売
- 試験機器・分析機器・計量器の販売